# Hangszedő

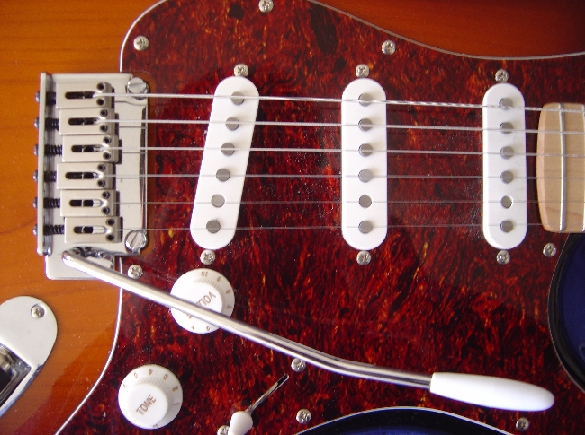
Három egytekercses (single-coil) hangszedő egy Fender Stratocaster elektromos gitáron

A hangszedő egy hangszerrész, melynek feladata a húrok rezgését elektromos jelekké alakítani. Működési elve többnyire a mágneses indukción alapszik: amikor a húrok mágneses térben rezegnek, a mágnes körüli tekercsben elektromos feszültség indukálódik, amit felerősítve és hangszórókra vezetve hanggá alakítanak. A hangszedőket elsősorban elektromos gitárokon alkalmazzák, de előfordulhatnak gyakorlatilag bármilyen húros hangszeren.
A hangszedő másik jelentése a vinyl-hanglemezeknél alkalmazott hangszedő, mely hasonló elven működik, de kivitele ettől jelentősen eltér.

## Egytekercses (single coil) hangszedő
A hangszedők legegyszerűbb fajtája, ahol a mágnesmagot egy szimpla tekercselés veszi körül. Az ilyen single-coil hangszedők általában magasabb, csilingelőbb hanggal bírnak. Kimeneti jelszintjük alacsonyabb, és hajlamosak a gerjedésre, valamint az erősítőben lévő trafó által gerjesztett jelek, számítógép-monitorok kisugárzásának befogására. Ezek a zavarások búgás formájában jelentkeznek. Ezt a búgást egy, a hangszedővel sorosan vagy párhuzamosan kötött, mágnes nélküli tekerccsel (Dummy Coil) ki lehet küszöbölni (pl. Pete Biltoft, VVG vagy Gibson BluesHawk). Házilag a legegyszerűbb megoldás, ha egy egytekercses hangszedővel megegyező hangszedőből a mágnest eltávolítjuk és bekötjük úgy, hogy a tekercselés a valódi hangszedőhöz képest ellentétes irányban fusson.
Egytekercses hangszedők találhatóak például a Fender Telecaster és Stratocaster modelleken, de sok más elektromos gitár is ilyenekkel készül.

## Ikertekercses (humbucker) hangszedő

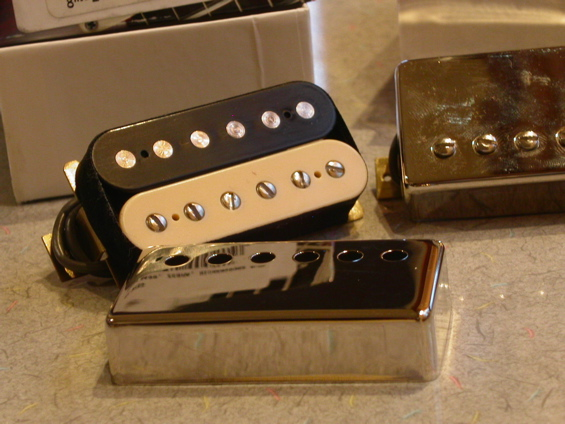
PRS Dragon ikertekercses hangszedők

Ezek a hangszedők az egytekercsestől eltérően két mágnesmagot és tekercselést használnak, melynek lényege a zajok kiszűrése. Hangzásukat tekintve általában mélyebb tónussal rendelkeznek, mint egytekercses társaik. Bizonyos esetekben lehetőség van az ilyen hangszedők kapcsolóval történő megfelezésére (így egytekercses hangzást produkálva), de készítenek ikertekercses hangszedőket az egytekercses hangzás létrehozására is, amiknél a két ellentétes irányú tekercs egymás fölött, ugyanazon mágnesek körül helyezkedik el. Ezeket angolul stack-nek hívják.

## Aktív hangszedő
Egytekercses, ill. ikertekercses nagyon alacsony jelszintű hangszedők, melyeknél vagy az előerősítőt építettek (aktív hangszedő, pl. EMG, Bartolini), vagy az alacsony jelszintű hangszedő után egy előerősítőt kötöttek. Az aktív hangszedők használata esetén nincs szükség a húrok földelésére, viszont elem használata (általában 9V) szükséges.

## Piezo hangszedő
Többnyire az akusztikus gitárok hangjának erősítésére szolgáló hangszedő, mely a húrláb illetve az egész gitártest mechanikus rezgését alakítja elektromos feszültséggé. Hátránya a nagyon steril, éles hangzás, melyet sok esetben a gitárba beépített aktív hangszínszabályzóval szükséges szabályozni. A piezo hangszedő egyes típusai elektromos gitárba is beépíthetők, a meglevő húrláb lecserélhető méreteiben és működésében teljesen megegyező cserealkatrészre, így nincs szükség külön akusztikus gitárra, az elektromos gitárból is kicsalható az akusztikus hangzás, sőt a kétféle hangszedő (hagyományos és piezo) keverésével érdekes hangzásokat érhetünk el

## Magyar gyártású hangszedők
A JETI hangszedők.
Az egyik legismertebb magyar készítésű hangszedőmárka a JETI. Kifejlesztője Kéri (JETI) János, aki több, mint két évtized alatt fejlesztette ki a ma JETI-nek nevezett hangszedők hangkarakterét és azok speciális szerkezeti felépítését. A JETI palettáján megtalálható a single coil hangszedőktől, a humbuckereken át a háromtekercses (JETI Trimaster) hangszedőkig minden típus. Készített hangszedőket bőgő, cimbalom, tambura, citera, és steel gitárhoz is, egyedi igényekhez igazodva.
Sublime
Újabb feltörekvő magyar márka. A hagyományos szerkezeti felépítést félredobva egyedi hangkarakterű pickupokat képes létrehozni, sok pickupja egyszerre kétfajta mágnest is használ. A szerkezeten túl hatalmas újítás még az egyedi kinézetű műgyanta tokozás, amelyet a vevő egyedi megrendeléséhez lehet igazítani. Használók: Watch my Dying, Lukács Peta, Replika...
Woodhead
A 2000-es évek közepétől  van jelen a magyar gitár és basszusgitár-hangszedő készítés palettáján. A hangszedőket speciális igények és legtöbbször egyedi fatokozással készíti el. Számos profi és hobbizenész hangszerében ilyen hangszedők dolgoznak. A hangszedők mellett hangszerépítéssel, javítással is foglalkozik.
| Ismertebb hangszedőtípusok adatai                  | Ismertebb hangszedőtípusok adatai | Ismertebb hangszedőtípusok adatai | Ismertebb hangszedőtípusok adatai         | Ismertebb hangszedőtípusok adatai         | Ismertebb hangszedőtípusok adatai         | Ismertebb hangszedőtípusok adatai         | Ismertebb hangszedőtípusok adatai         | Ismertebb hangszedőtípusok adatai         | Ismertebb hangszedőtípusok adatai         | Ismertebb hangszedőtípusok adatai |
| Típus                                              | Induktivitás (Henry)              | Kapacitás                         | Kimeneti végkapacitás és frekvencia (kHz) | Kimeneti végkapacitás és frekvencia (kHz) | Kimeneti végkapacitás és frekvencia (kHz) | Kimeneti végkapacitás és frekvencia (kHz) | Kimeneti végkapacitás és frekvencia (kHz) | Kimeneti végkapacitás és frekvencia (kHz) | Kimeneti végkapacitás és frekvencia (kHz) | max. hangosítás                   |
| -------------------------------------------------- | --------------------------------- | --------------------------------- | ----------------------------------------- | ----------------------------------------- | ----------------------------------------- | ----------------------------------------- | ----------------------------------------- | ----------------------------------------- | ----------------------------------------- | --------------------------------- |
| Típus                                              | Induktivitás (Henry)              | Kapacitás                         | 470 pF                                    | 680 pF                                    | 1,0 nF                                    | 1,5 nF                                    | 2,2 nF                                    | 3,3 nF                                    | 4,7 nF                                    |                                   |
| DiMarzio Dual Sound (Tekercsek sorosan kötve)      | 6,4                               | 80                                | 2,7                                       | 2,3                                       | 1,9                                       | 1,6                                       | 1,3                                       | 1,1                                       | 0,9                                       | 2,6                               |
| DiMarzio Dual Sound (Tekercsek párhuzamosan kötve) | 1,6                               | 200                               | 4,9                                       | 4,2                                       | 3,6                                       | 3,1                                       | 2,6                                       | 2,1                                       | 1,8                                       | 2,6                               |
| DiMarzio HS-1                                      | 1,9                               | 80                                | 4,9                                       | 4,2                                       | 3,5                                       | 3,0                                       | 2,4                                       | 2,0                                       | 1,7                                       | 4,0                               |
| DiMarzio HS-3                                      | 3,6                               | 80                                | 3,5                                       | 3,0                                       | 2,5                                       | 2,1                                       | 1,7                                       | 1,4                                       | 1,2                                       | 2,6                               |
| EMG Select SES                                     | 3,9                               | 150                               | 3,3                                       | 2,9                                       | 2,4                                       | 1,8                                       | 1,6                                       | 1,3                                       | 1,0                                       | 2,3                               |
| EMG-Select SEHG                                    | 4,2                               | 150                               | 3,2                                       | 2,9                                       | 2,3                                       | 1,9                                       | 1,6                                       | 1,3                                       | 1,0                                       | 2,6                               |
| Fender US-Strat. (1972)                            | 2,2                               | 110                               | 4,4                                       | 3,8                                       | 3,2                                       | 2,7                                       | 2,2                                       | 1,8                                       | 1,5                                       | 6,3                               |
| Fender Mexico Strat.                               | 2,8                               | 60                                | 4,2                                       | 3,3                                       | 2,9                                       | 2,3                                       | 1,9                                       | 1,6                                       | 1,3                                       | 3,1                               |
| Fender Noiseless Strat                             | 2,5                               | 80                                | 4,4                                       | 3,8                                       | 3,1                                       | 2,5                                       | 2,0                                       | 1,6                                       | 1,3                                       | 4,6                               |
| Fender Telecaster Bridge                           | 2,9                               | 160                               | 3,7                                       | 3,2                                       | 2,7                                       | 2,3                                       | 1,9                                       | 1,6                                       | 1,3                                       | 3,7                               |
| Fender Telecaster Neck                             | 2,5                               | 250                               | 3,8                                       | 3,3                                       | 2,8                                       | 2,4                                       | 2,0                                       | 1,7                                       | 1,4                                       | 1,4/3,21                          |
| Fender Humbucker (70s)                             | 5,0                               | 80                                | 3,0                                       | 2,6                                       | 2,2                                       | 1,8                                       | 1,6                                       | 1,3                                       | 1,0                                       | 3,1/3,71                          |
| Fender Jazz Bass                                   | 3,6                               | 150                               | 3,4                                       | 2,9                                       | 2,5                                       | 2,1                                       | 1,7                                       | 1,4                                       | 1,2                                       | 3,9                               |
| Fender Precision Bass                              | 6,0                               | 15                                | 2,9                                       | 2,5                                       | 2,1                                       | 1,7                                       | 1,4                                       | 1,1                                       | 0,9                                       | 5,4                               |
| Gibson Humbucker 490                               | 3,8                               | 130                               | 3,3                                       | 2,9                                       | 2,4                                       | 2,0                                       | 1,7                                       | 1,4                                       | 1,2                                       | 2,0/2,51                          |
| Gibson P90                                         | 6,6                               | 95                                | 2,6                                       | 2,2                                       | 1,9                                       | 1,5                                       | 1,3                                       | 1,1                                       | 0,9                                       | 2,9                               |
| Gibson P100                                        | 3,3                               | 220                               | 3,3                                       | 2,9                                       | 2,4                                       | 2,0                                       | 1,7                                       | 1,3                                       | 1,2                                       | 3,8                               |
| Gibson T. Iommi (Tekercsek sorosan kötve)          | 11,2                              | 130                               | 1,9                                       | 1,6                                       | 1,4                                       | 1,1                                       | 0,9                                       | 0,8                                       | 0,7                                       | 2,5                               |
| Gibson T. Iommi (Tekercsek párhuzamosan kötve)     | 2,8                               | 280                               | 3,6                                       | 3,1                                       | 2,7                                       | 2,3                                       | 1,9                                       | 1,5                                       | 1,3                                       | 2,5                               |
| Gibson Bass EB 0/1/2/3                             | 65                                | 160                               | 0,8                                       | 0,7                                       | 0,6                                       | 0,5                                       | 0,4                                       | 0,3                                       | 0,2                                       | 1,6                               |
| Joe Barden Humbucker                               | 6,5                               | 120                               | 2,6                                       | 2,3                                       | 1,9                                       | 1,6                                       | 1,3                                       | 1,1                                       | 0,9                                       | 6,3                               |
| Rickenbacker Git.                                  | 2,5                               | 50                                | 4,4                                       | 3,8                                       | 3,1                                       | 2,5                                       | 2,1                                       | 1,6                                       | 1,3                                       | 2,4/4,81                          |
| Shadow Attila Zoller                               | 4,7                               | 115                               | 3,0                                       | 2,6                                       | 2,3                                       | 1,8                                       | 1,6                                       | 1,3                                       | 1,0                                       | 2,9                               |
| Seymour Duncan 59                                  | 5,0                               | 120                               | 2,9                                       | 2,6                                       | 2,2                                       | 1,8                                       | 1,5                                       | 1,3                                       | 1,0                                       | 2,6                               |